# فيرنون إنغرام
فيرنون إنغرام (بالألمانية: Vernon Ingram؛ بالإنجليزية: Vernon Ingram) هو أحيائي ألماني وأمريكي، ولد في 19 مايو 1924 في فروتسواف في بولندا، وتوفي في 17 أغسطس 2006 في بوسطن في الولايات المتحدة.